# Bella Halben

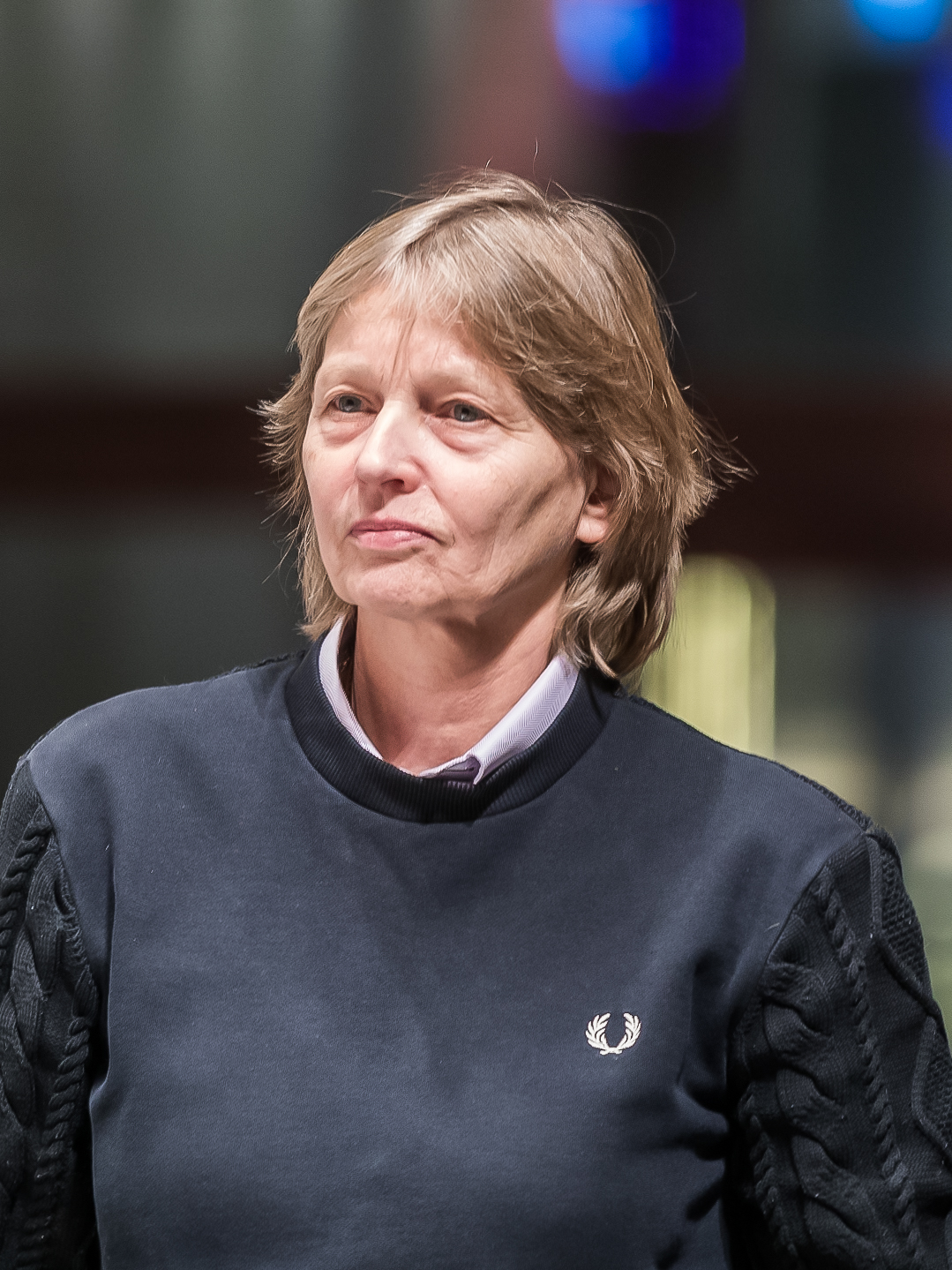
Bella Halben, 2025

Bella Halben (* 1957 in Hamburg) ist eine deutsche Kamerafrau.

## Leben
Bella Halben wuchs in Hamburg auf und absolvierte dort eine Ausbildung als Werbefotografin. Nach Tätigkeiten als Kameraassistentin und Operator in den Bereichen Aktuelle Berichterstattung, Dokumentarfilm, Werbung und Spielfilm arbeitet sie seit 1994 als freie Kamerafrau. 1995 übernahm sie die Bildgestaltung für Christopher Roths Film Looosers!. Weitere Filme mit Roth waren Candy (1998), Jeans (2001) und Baader (2001), der auf der Berlinale 2002 mit dem Alfred-Bauer-Preis ausgezeichnet wurde.
2005 war sie Kamerafrau für zwei Folgen der ZDF-Krimiserie Bella Block. 2006 erhielt sie für ihre Kameraarbeit in Hans Steinbichlers Film Hierankl den Adolf-Grimme-Preis in Gold. Es folgten weitere Filme in Zusammenarbeit mit Steinbichler, darunter Winterreise 2006 und Das Blaue vom Himmel (2011) sowie die Kinoadaption Das Tagebuch der Anne Frank (2016).
Für den Kinofilm Das Herz ist ein dunkler Wald gewann sie 2007 den Spezialpreis des Verbands der Deutschen Filmkritik. 2008 kam Halbens Kameraarbeit für Nicolette Krebitz‘ Drama in die Vorauswahl der Kategorie „Best Kamera/Bildgestaltung“ des Deutschen Filmpreises. Eine endgültige Nominierung kam nicht zustande. 2023 wird sie mit dem Ehrenpreis des Deutschen Kamerapreises ausgezeichnet. In der Begründung des Kuratoriums heißt es:

„Bella Halben schenkt ihren Filmen – und damit auch dem Publikum – einfühlsame und starke Bilder, die weit über das reine Visualisieren des Inhalts hinausgehen und die förmlich hinter die Geschichte blicken.“

Bella Halben lebt in Hamburg.

## Filmografie (Auswahl)

### Kino
- 1995: Looosers!
- 2001: Jeans
- 2001: Baader
- 2003: Hierankl
- 2004: Aus der Tiefe des Raumes
- 2005: Winterreise
- 2007: Das Herz ist ein dunkler Wald
- 2008: Im Winter ein Jahr
- 2009: Deutschland 09
- 2009: Die Tür
- 2010: Hier kommt Lola!
- 2011: Das Blaue vom Himmel
- 2013: Exit Marrakech
- 2016: Das Tagebuch der Anne Frank
- 2017: Der Tod und das Mädchen – Van Leeuwens dritter Fall
- 2017: Vorwärts immer!
- 2019: Zwischen uns die Mauer
- 2019: Als Hitler das rosa Kaninchen stahl

### Fernsehen
- 1998: Candy
- 2002: Problemzone Mann
- 2005: Eine andere Liga
- 2005: Bettgeflüster & Babyglück
- 2006: Bella Block: Das Glück der Anderen (Fernsehreihe)
- 2006: Bella Block: Mord unterm Kreuz
- 2009: Dornröschen
- 2009: Der Kommissar und das Meer (Fernsehserie, 2 Folgen)
- 2011: Polizeiruf 110: Denn sie wissen nicht, was sie tun (Fernsehreihe)
- 2012: Tatort: Ordnung im Lot (Fernsehreihe)
- 2014: Die kalte Wahrheit
- 2014: Landauer – Der Präsident
- 2015: Das Dorf des Schweigens
- 2015: Louise Bonì: Mord im Zeichen des Zen
- 2016: Nur eine Handvoll Leben
- 2016: Die Diplomatin – Entführung in Manila
- 2017: Tatort: Auge um Auge
- 2018: Aenne Burda – Die Wirtschaftswunderfrau (Fernseh-Zweiteiler)
- 2018: Lotte Jäger und die Tote im Dorf
- 2020: Tatort: National feminin
- 2021: Nächste Ausfahrt Glück – Juris Rückkehr (Fernsehreihe)
- 2021: Tatort: Alles kommt zurück
- 2021: Nächste Ausfahrt Glück – Beste Freundinnen
- 2022: Tatort: Des Teufels langer Atem
- 2022: Das Wunder von Kapstadt (Fernsehfilm)
- 2022: Safe (Fernseh-Achtteiler)
- 2023: Schlafende Hunde (Fernseh-Sechsteiler)

## Auszeichnungen
- 2006: Grimme Preis für Hierankl[6][7]
- 2007: Spezialpreis des Verbands der Deutschen Filmkritik für Das Herz ist ein dunkler Wald (gemeinsam mit Regisseurin Nicolette Krebitz)[8]
- 2009: Nominierung für den Deutschen Kamerapreis in der Kategorie Kinospielfilm für Im Winter ein Jahr[9]
- 2023: Ehrenpreis des Deutschen Kamerapreises[10]